# Eburobricio
Eurobricio (en latín: Eburobrittium)  era una ciudad romana de Hispania que según Plinio el Viejo, escritor romano del siglo I, se encontraba en la zona de los túrdulos oppidanos, entre Collipo (actual Golpilheira) y Olissipo (actual Lisboa).
Su ubicación exacta se desconocía hasta 1994, cuando las obras para la construcción de las carreteras IC1 y IP6 en la freguesia de Gaeiras (en Óbidos), muy cerca de la Iglesia do Senhor da Pedra, sacaron a la luz vestigios arqueológicos de la época romana. En 1995 se descubrió un foro. Todavía no se conocen las dimensiones totales de las áreas habitacionales.
La ciudad debió ser construida en la época de Augusto, al final del siglo I a. C., y sobrevivió hasta la segunda mitad del siglo V d. C. Algunos de los espacios fueron posteriormente reocupados, como demuestra la existencia de dos edificios medievales.